# Werner Leśnik
Werner Leśnik (ur. 10 lipca 1959 w Zabrzu) – piłkarz, obrońca.

## Życiorys
Wychowanek Górnika Zabrze, którego juniorem został w 1970 roku. W 1978 roku został włączony do pierwszej drużyny Górnika. W zespole zadebiutował w spotkaniu Pucharu Polski z Zagłębiem Wałbrzych, a w sezonie 1978/1979 awansował z klubem do I ligi. Na początku 1980 roku doznał kontuzji, przez którą do regularnej gry powrócił rok później. Ponownie poważnie kontuzjowany został na początku 1984 roku. Po powrocie do gry był przeważnie zmiennikiem. W latach 1985–1988 czterokrotnie z rzędu zdobył z klubem mistrzostwo Polski. Ostatni mecz w Górniku Zabrze rozegrał 11 czerwca 1988 roku, kiedy to zabrzanie pokonali Olimpię Poznań 4:1. Ogółem w barwach Górnika rozegrał 146 ligowych spotkań. W sezonie 1988/1989 grał w Górniku Knurów, po czym wyjechał do Niemiec, gdzie do 1994 roku występował w klubie SV Oberweier.